# Anemone trullifolia
Anemone trullifolia är en ranunkelväxtart som beskrevs av Joseph Dalton Hooker och Thoms.. Anemone trullifolia ingår i släktet sippor, och familjen ranunkelväxter.

## Underarter
Arten delas in i följande underarter:
- A. t. liangshanica
- A. t. lutienensis

## Bilder

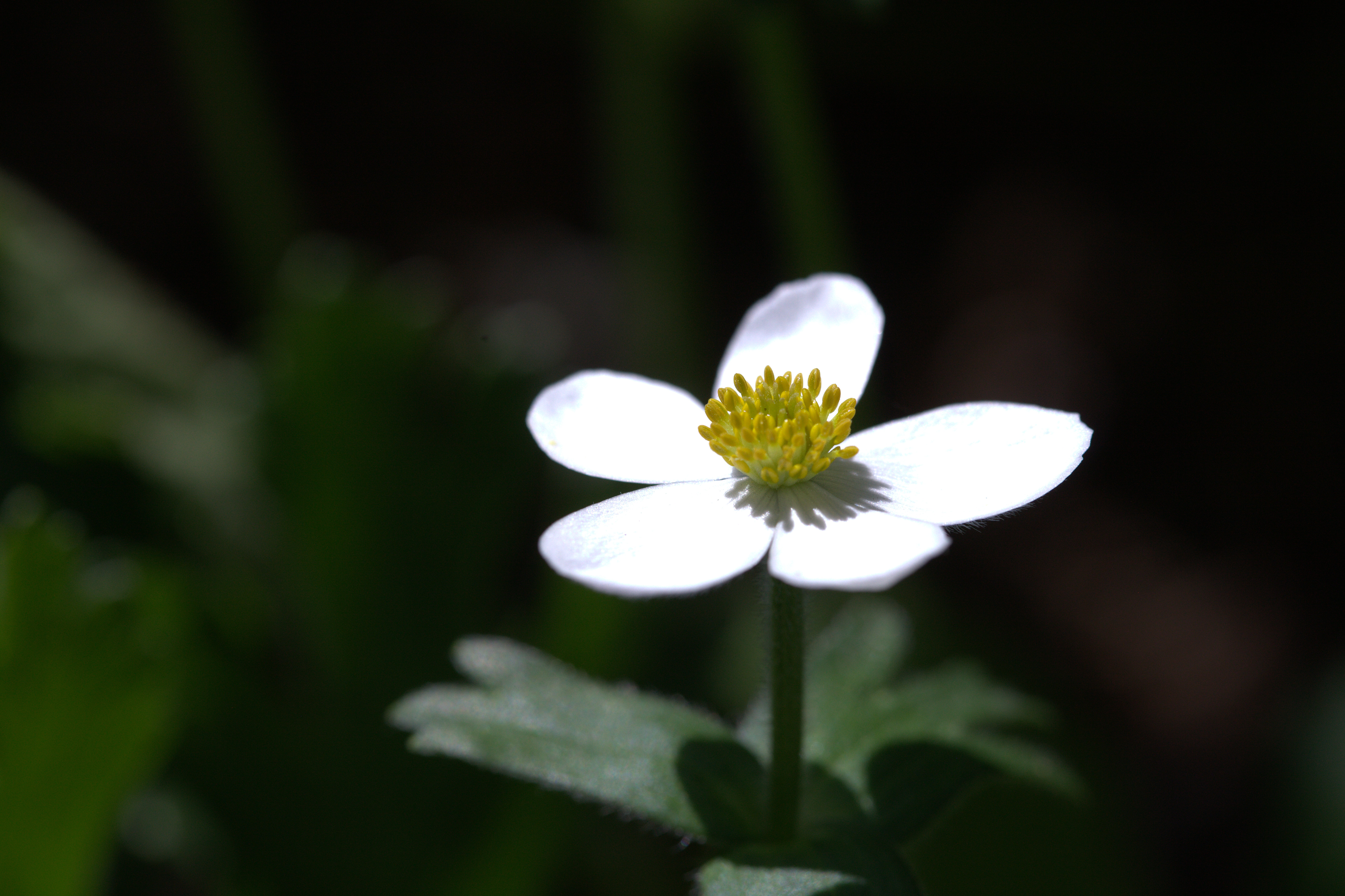
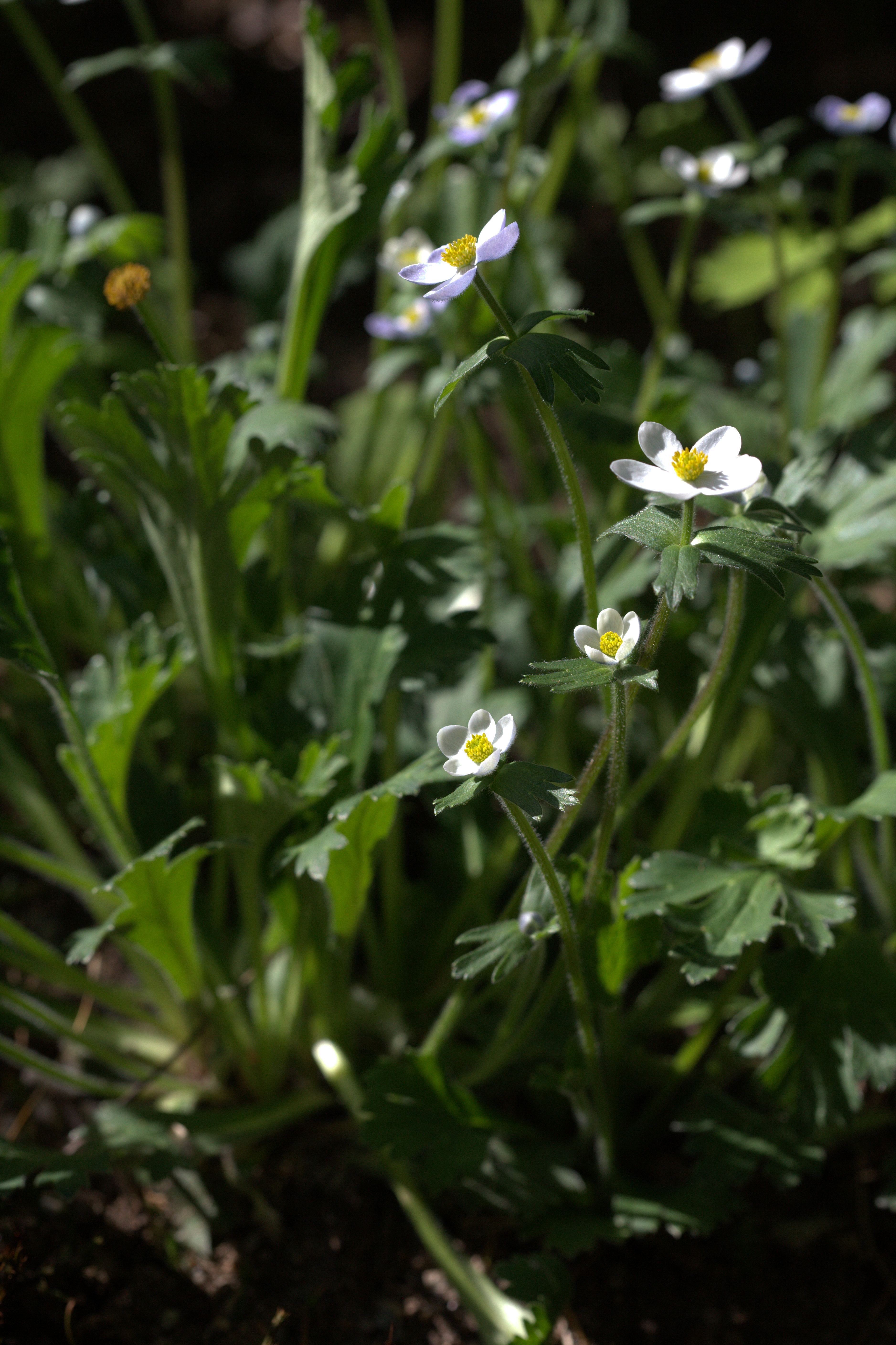
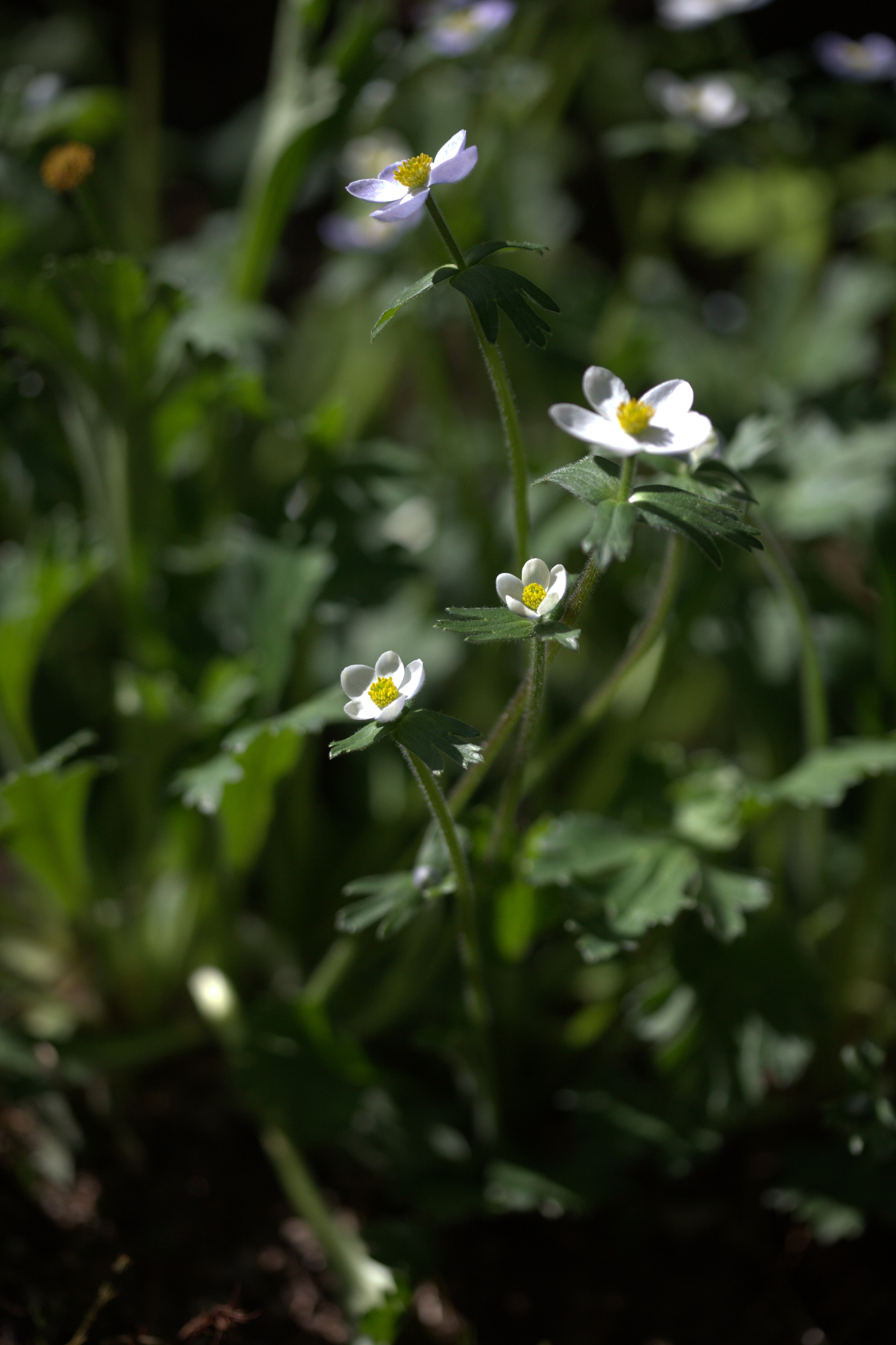